# Les Hôpitaux-Vieux
Les Hôpitaux-Vieux é uma comuna francesa na região administrativa de Borgonha-Franco-Condado, no departamento de Doubs. Estende-se por uma área de 14,21 km². Em 2010 a comuna tinha 466 habitantes (densidade: 32,8 hab./km²).